# Кетеринг (Мериленд)
Кетеринг (енгл. Kettering) насељено је место без административног статуса у америчкој савезној држави Мериленд.

## Демографија
По попису из 2010. године број становника је 12.790, што је 1.782 (16,2%) становника више него 2000. године.
| Група             | 2000.         | 2010.          |
| Белци             | 611 (5,6%)    | 368 (2,9%)     |
| Афроамериканци    | 9.975 (90,6%) | 11.774 (92,1%) |
| Азијати           | 136 (1,2%)    | 241 (1,9%)     |
| Хиспаноамериканци | 105 (1,0%)    | 239 (1,9%)     |
| Укупно            | 11.008        | 12.790         |